# Chiesa di Santa Maria a Sicille
La chiesa di Santa Maria a Sicille è un edificio religioso situato in località Sicille, nel comune di Trequanda, in provincia di Siena.

## Descrizione
Costruita nel 1263, ha la facciata a bugne regolari di pietra con il portale architravato sormontato da un arco acuto. I salienti del tetto a capanna sono decorati da cornici dentellate a mattoni; il campanile a vela è settecentesco.
Sull'architrave è un'iscrizione racchiusa da due Croci di Malta - l'antico simbolo dei Templari -, mentre l'occhio è sormontato dallo stemma olivetano perché dopo la soppressione dell'ordine cavalleresco la Badia passò ai Monaci Olivetani.
Nell'interno, ad aula unica rettangolare con tetto a capriate lignee, si trovano due affreschi quattrocenteschi rappresentanti la "Madonna col Bambino e i Santi Pietro e Paolo e San Girolamo in trono e i Santi Sebastiano e Benedetto".